# Rijksgouw Wartheland
Rijksgouw Wartheland (Duits: Reichsgau Wartheland) was de naam die de nazi's begin 1940 gaven aan een in september 1939 geannexeerd deel van Polen. Het gebied is eeuwenlang inzet van strijd geweest. De laatste 125 jaar voorafgaand aan het einde van de Eerste Wereldoorlog (van 1793 tot 1918) hoorde dit gebied bij het Pruisische koninkrijk onder de benaming Posen. Daarvóór had het met Poznan en de eerste Poolse hoofdstad Gniezno, vanaf de stichting in de 10e eeuw bij Polen gehoord. Na de Eerste Wereldoorlog werd het middels het Verdrag van Versailles aan de nieuw gevormde staat Polen toegewezen. Na de annexatie in 1939 werden niet-Duitse elementen – Joden en Polen – er geëlimineerd, deels door massamoord zoals in Chełmno. Volksduitsers moesten hun plaats innemen.

## Höherer SS- und Polizeiführer (HSSPF)
- SS-Gruppenführer en Generalleutnant der Polizei Wilhelm Koppe (9 oktober 1939 tot 9 november 1943)[1][2]
- SS-Obergruppenführer en General der Polizei Theodor Berkelmann (11 september 1943 - 27 december 1943[2][3][4])
- SS-Brigadeführer en Generalmajor der Polizei Heinz Reinefarth (29 januari 1944 - 30 december 1944[5][2][6])
- SS-Oberführer en Oberst der Polizei Friedrich Gehrhardt (augustus 1944 - 30 december 1944 (plaatsvervangend)[2]
- SS-Gruppenführer en Generalleutnant der Polizei Willy Schmelcher (30 december 1944 - mei 1945[7][2])

## Zie ook

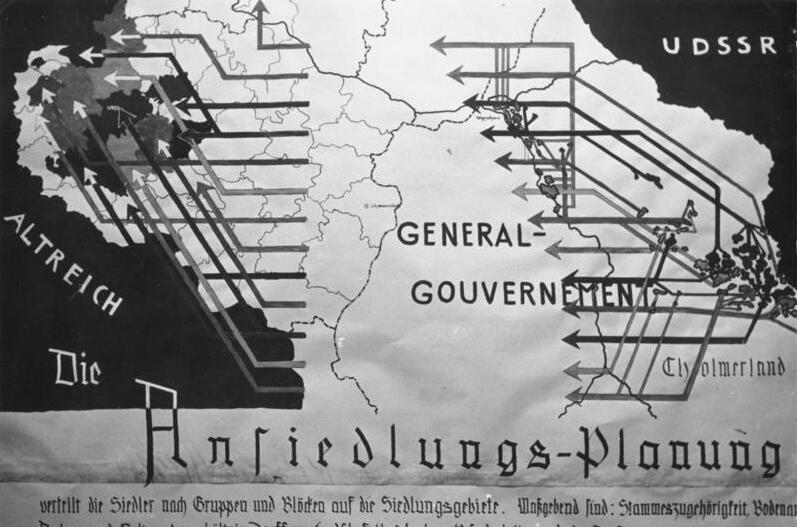
Propagandaposter